# Euthyrisella obtecta
Euthyrisella obtecta är en mossdjursart som först beskrevs av Walter Douglas Hincks 1882.  Euthyrisella obtecta ingår i släktet Euthyrisella och familjen Euthyrisellidae. Inga underarter finns listade i Catalogue of Life.